# Nigeria-Airways-Flug 357
Der Nigeria-Airways-Flug 357 (Flugnummer WT357) war ein Inlandsflug der Fluggesellschaft Nigeria Airways von Yola nach Lagos mit einem Zwischenstopp in Kaduna. Am 13. November 1995 ereignete sich auf diesem Flug der Flugunfall einer Boeing 737-2F9 mit dem Luftfahrzeugkennzeichen 5N-AUA, bei dem 11 Menschen an Bord getötet und 66 verletzt wurden.

## Flugzeug
Bei dem verunglückten Flugzeug handelte es sich um eine Boeing 737-2F9, die zum Zeitpunkt des Unfalls 13 Jahre und einen Monat alt war. Die Maschine wurde im Werk von Boeing in Renton im Bundesstaat Washington montiert und absolvierte am 14. Oktober 1982 ihren Erstflug, ehe sie am 8. Februar 1983 neu an die Nigeria Airways ausgeliefert wurde. Das Flugzeug trug die Werksnummer 22985, es handelte sich um die 920. Boeing 737 aus laufender Produktion. Die Maschine wurde mit dem Luftfahrzeugkennzeichen 5N-AUA zugelassen, mit dem es bis zuletzt betrieben wurde. Das zweistrahlige Schmalrumpfflugzeug war mit zwei Triebwerken des Typs Pratt & Whitney JT8D-15 ausgestattet. Bis zum Zeitpunkt des Unfalls hatte die Maschine eine kumulierte Betriebsleistung von 22.375 Betriebsstunden bei 27.567 Starts und Landungen absolviert.

## Besatzung und Passagiere
Der Flugkapitän der Maschine war ein 43-jähriger Nigerianer, der über einen nigerianischen Verkehrspilotenschein verfügte, der bis Mai 1996 Gültigkeit besaß. Der Kapitän besaß Musterberechtigungen für die Boeing 737, die Cessna 150 und die Piper Aztec. Bis zum Unfall hatte er eine Flugerfahrung von 6000 Stunden, darunter 4000 mit der Boeing 737. Der Erste Offizier war ein 39-jähriger Nigerianer mit einer nigerianischen Berufspilotenlizenz, die die Nummer 2884 trug und deren Gültigkeit um Mitternacht des Unfalltages, des 13. November 1995 ablief. Der Erste Offizier besaß Musterberechtigungen für die  Boeing 737 und die Boeing 727. Er verfügte über eine Flugerfahrung von 5000 Stunden, darunter 3000 auf der Boeing 737. Beide Piloten waren qualifiziert, den Flug an dem Tag durchzuführen.
Die Gesamtanzahl der Besatzungsmitglieder wurde mit 14 angegeben. Laut Auskunft des Flugkapitäns sei die eigentliche Besatzung achtköpfig gewesen und bestand aus ihm, dem Ersten Offizier und sechs Flugbegleitern. Nach einer Absprache des Kapitäns mit dem Leiter der Vertretung von Nigeria Airways seien sechs zusätzliche Personen mit an Bord genommen worden, die als Besatzungsmitglieder galten.
Für die Teilstrecke von Yola nach Kaduna hatten darüber hinaus 124 Passagiere in der Maschine Platz genommen.

## Ereignisse vom Vortag
Am Vortag hatte dieselbe Besatzung einen Hin- und Rückflug zwischen Yola und Jos durchgeführt. Die Maschine wurde dabei auf dem ersten und dem dritten Flugabschnitt vom Flugkapitän geflogen, auf dem zweiten Flugabschnitt durch den Ersten Offizier. Beide Piloten berichteten danach über Probleme mit der Steuerung des Flugzeugs. Die Maschine habe jeweils nach links oder rechts gezogen. Die Maschine landete um 21:00 Uhr für einen nächtlichen Zwischenstopp auf dem Flughafen Yola und die Piloten bezogen um 22:00 Uhr ihre Hotelzimmer für die Nacht.

## Flugverlauf
Der Flug begann um 7:30 Uhr UTC auf dem Flughafen Yola. Planmäßige Ankunft in Kaduna war um 07:46 Uhr. Die Flugsicherung in Kaduna erteilte der Maschine eine Landefreigabe für Bahn 05, der Kapitän bat jedoch um eine Landeerlaubnis für Bahn 23. Der Fluglotse erinnerte den Kapitän daran, dass die Maschine bei einer Landung auf Bahn 23 mit Rückenwind gelandet werden müsste, doch der Kapitän bestand darauf, auf dieser Bahn zu landen.
Der Sinkflug wurde um 7:42 Uhr eingeleitet. Die Piloten hatten die Freigabe erhalten, auf 3500 Fuß zu sinken. Anschließend folgte ein Sinkflug auf 500 Fuß. Die Besatzung versuchte anschließend die Maschine entsprechend der Landebahn auszurichten. Der Erste Offizier fragte den Kapitän: „Schaffst du es, die Maschine aus dieser Position zu landen?“ Ein Beobachter im Cockpit schlug vor, die Maschine in den Gegenanflug zu bringen, vermutlich, um die Maschine für eine Landung auf Landebahn 05 neu auszurichten. Der Kapitän reagierte jedoch überhaupt nicht auf die Einwände und setzte den Anflug auf Landebahn 23 fort. Im Endanflug flog der Kapitän eine scharfe Linkskurve, nach der sich die Maschine links von der Mittellinie der Landebahn befand. Daraufhin korrigierte er nach rechts. Der Beobachter im Cockpit rief „Pass auf die Tragfläche auf“, da die Tragflächen im Endanflug nahezu Bodenkontakt hatten. Die Piloten kämpften noch immer mit den Steuersystemen der Maschine, um diese entsprechend der Landebahn auszurichten.
Nachdem die Maschine in einer instabilen Fluglage über 79,5 Prozent der gepflasterten Landebahnfläche hinweggeschwebt war, setzte sie 615 Meter vor dem Ende von Landebahn 05 auf. Der Kapitän hatte Berichten zufolge anschließend die Schubumkehr der beiden Triebwerke auf 1,8 und 1,6 EPR (Engine Power Ratio) eingestellt. Als ein Überschießen der Piste unvermeidlich erschien, ließ der Kapitän die Maschine nach links ausscheren, um die Landebahn über die letzte Ausfahrt zu verlassen und eine Kollision mit der Befeuerung am Ende der Landebahn zu vermeiden. Dabei kam es zu Drehungen, bei denen die rechte Tragfläche auf dem Boden aufschlug. Dabei riss der Flügeltank auf und das Kerosin entzündete sich. Die Passagiere und Besatzungsmitglieder kletterten aus dem brennenden Wrack, um sich ins Freie zu retten. Von den 138 Menschen an Bord wurden 66 verletzt, davon 14 schwer. Elf Passagiere wurden getötet.

## Ursachen
Als Unfallursachen wurden ein Zusammenbruch des Crew Resource Management, verursacht durch das eigenmächtige Handeln des Kapitäns festgestellt und das Fortsetzen eines hochgradig instabilen Anfluges zu einem Zeitpunkt, bei dem angesichts der Umstände ein Durchstarten geboten gewesen wäre. Ein weiterer Faktor sei das Abdrehen der Maschine in die Ausfahrt bei einer Geschwindigkeit von 76 Knoten (ca. 141 km/h) gewesen. Die Piloten hätten die Maschine über das verlängerte Landebahnende ausrollen lassen sollen.